# Shōko Ikeda
Shōko Ikeda (池田 晶子 Ikeda Shōko?) fue una animadora y diseñadora de personajes de series y películas de animación japonesa nacida el 18 de junio de 1975 y fallecida 18 de julio de 2019 en el Ataque incendiario contra Kyoto Animation. Su verdadero nombre era Shōko Terawaki (池田 晶子 Terawaki Shōko?). trabajó para el estudio Kyoto Animation, ella realizó el diseño los personajes de las franquicias Haruhi Suzumiya y Hibike! Euphonium. Su hermana mayor, Kazumi Ikeda, también trabaja para el estudio.
Existe también una actriz y una oboísta famosas con este nombre.

## Filmografía

### Diseño de personajes
- 2006 : La Melancolía de Haruhi Suzumiya (Temporada 1) (涼宮ハルヒの憂鬱, Suzumiya Haruhi no Yūutsu) (TV)
- 2009 : La Melancolía de Haruhi Suzumiya (Temporada 2) (涼宮ハルヒの憂鬱, Suzumiya Haruhi no Yūutsu) (TV)
- 2010 : La Desaparición de Haruhi Suzumiya (涼宮ハルヒの消失, Suzumiya Haruhi no Shōshitsu) (Película)
- 2015 : Hibike! Euphonium (響け! ユーフォニアム) (TV)
- 2016 : Gekijō-ban Hibike! Euphonium: Kitauji Kōkō Suisōgaku-bu e Yōkoso (劇場版 響け！ユーフォニアム～北宇治高校吹奏楽部へようこそ～) (Película)
- 2016 : Hibike ! Euphonium 2 (響け！ユーフォニアム2) (TV)
- 2017 :Gekijō-ban Hibike! Euphonium : Todoketai Melody (劇場版 響け！ユーフォニアム～届けたいメロディ) (Película)
- 2019 : Gekijō-bando Hibike! Euphonium: Chikai no Final(劇場版 響け！ユーフォニアム～誓いのフィナーレ～) (Película)